# 小夜左庵国吉
小夜左庵国吉（さよさあんくによし）は、鎌倉時代に作られたとされる日本刀（太刀）。日本の重要文化財に指定されており、京都市東山区にある京都国立博物館が所蔵する。

## 概要

### 刀工・粟田口国吉について
鎌倉時代に山城国で活躍した刀工である粟田口国吉によって作られた太刀である。国吉は粟田口則国の長男であり、同じく粟田口派の刀工である吉光とともに短刀の名手として著名である。短刀は細身で小ぶりであり、やや内反りのついた物と幅広で寸の延びた平造（ひらつくり、鎬がない平面的な造り）の物がある。また短刀のほか太刀、剣、打刀の作例もまれにあり、国吉の代表作として知られている鳴狐も打刀に分類される。

### 名前の由来
小夜左庵国吉の名前の由来は、昭和時代前期に活躍した素封家である柴田政太郎の庵号「小夜左庵」による。柴田は篆刻家や俳人としても活躍するなど多芸に秀でた人物であり、その中でも刀剣への興味が高じて自ら作刀するようになった。柴田は作刀でも高い才能を発揮し、大日本刀匠協会から「國工」の称号を授かるなど刀工としても技量に優れていた。
また、柴田は刀剣蒐集しており、その中でも名刀で知られる小夜左文字を気に入っており自らの庵号を「小夜左庵」と名付けるほどであった。本作も柴田の蒐集品の一つであり、柴田が自身の庵号を冠して小夜左庵国吉と称して愛蔵していたことから始まる。なお、昭和時代を代表する刀剣学者である佐藤寒山によれば、本作は元々紀州徳川家に伝来していたものであったと述べている。

### 近代以降の伝来
1939年（昭和14年）9月6日には、大橋不二雄（東京府在住）の所有名義にて重要美術品に認定される。その後、柴田に所有が移り、1940年（昭和15年）に遊就館で行われた「紀元二千六百年奉祝名宝日本刀展覧会」にも柴田の所有名義にて出展されている。また、1952年（昭和27年）7月19日には重要文化財に指定される。柴田死後の伝来は不詳ながら佐藤の著書『日本名刀一〇〇選』が刊行された1971年（昭和46年）時点では、「近年愛刀家某氏の手に移ったと聞いている。」という記述があることから、その頃には柴田家の許を離れていたことが判る。2016年（平成28年）時点では奈良県生駒市の個人が所有していた。その後、2019年（平成31年）3月13日に京都国立博物館が4000万円で購入し、現在も同館にて収蔵されている。

## 作風

### 刀身
刃長（はちょう、切先と棟区の直線距離）は72.5センチメートル、反り（切先・棟区を結ぶ直線から棟に下ろした垂線の最長のもの）は2.4センチメートル、元幅（もとはば、刃から棟まで直線の長さ）は2.9センチメートル。鍛えは、小板目（こいため、板材の表面のような文様がよく詰まったもの）がつんで、地沸（じにえ、平地の部分に鋼の粒子が銀砂をまいたように細かくきらきらと輝いて見えるもの）が敷き詰められており、粟田口派らしい風情ある地鉄になっている。

### 用語解説
- 作風節のカッコ内解説および用語解説については、個別の出典が無い限り、刀剣春秋編集部『日本刀を嗜む』に準拠する。

1. ↑  「鍛え」は、別名で地鉄や地肌とも呼ばれており、刃の濃いグレーや薄いグレーが折り重なって見えてる文様のことである[11]。これらの文様は原料の鉄を折り返しては延ばすのを繰り返す鍛錬を経て、鍛着した面が線となって刀身表面に現れるものであり、1つの刀に様々な文様（肌）が現れる中で、最も強く出ている文様を指している[11]。